# TX-2

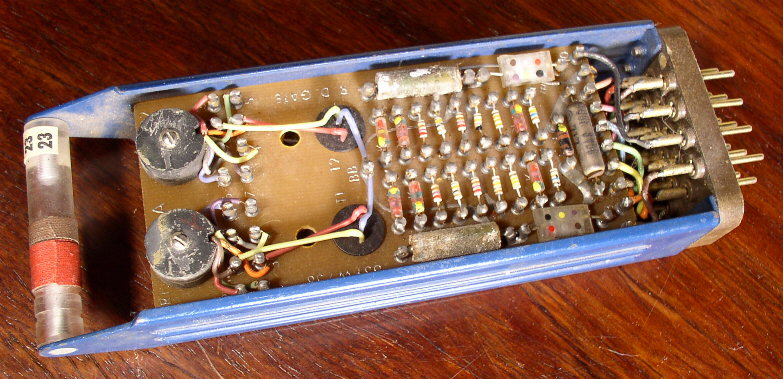
Module du TX-2

Le TX-2 est un ordinateur du Lincoln Laboratory du MIT. En service entre 1958 et 1975. Successeur du TX-0, il est connu pour son rôle dans le développement de l'intelligence artificielle et des interactions homme-machine.

## Spécifications
Le TX-2 dispose de 22 000 transistors (contre 3 600 pour le TX-0). Sa conception a été tournée vers l'optimisation des entrées-sorties. Cela a été obtenu en donnant accès aux contrôleurs d'entrée-sortie à la mémoire centrale. Au cœur de la machine se trouvait aussi une unité arithmétique et logique de 36 bits .
Le TX-2 utilise des mots de 36-bits (plus un bit de parité et un bit de débogage). Sa mémoire principale est constituée deux mémoires à tores magnétiques, la première de 65 536 mots (64k) d'un temps de cycle de 6,0 µs et la seconde de 4 096 mots (4k) d'un temps de cycle de 4,4 µs. Une mémoire auxiliaire utilisant des bandes magnétiques permet de stocker plus 2 millions de mots. 
Les entrées peuvent se faire à l'aide d'un lecteur de rubans perforés, 2 claviers, la lecture de bandes magnétiques IBM 729, 2 crayons optiques.
Les sorties peuvent se faire sur ruban perforé (300 lignes de 6 bits), 2 machines à écrire (10 caractères par seconde), sur les bandes magnétiques IBM 729, une imprimante Xeron (1300 caractères par seconde), deux écrans de 7x7 pouces de 1024*1024 pixels.

## Utilisation
Ivan Sutherland a conçu et fait tourner Sketchpad, un programme révolutionnaire puisque utilisant une interface graphique pour dessiner des objets. 

## Lien avec DEC
Digital Equipment Corporation est un spin-of des projets TX-0 et TX-2. Ken Olsen et Harlan Anderson, cofondateurs de l'entreprise, ont tous les deux travaillé sur la conception du TX-2.

## Annexe

### liens externes
- Spécification du TX-2